# 布氏鯨
布氏鯨（学名：Balaenoptera brydei）是生活在全球熱帶到溫帶海域的一種鬚鯨，目前分為 2 個亞種： B. e. brydei  和 B. e. edeni，後者被稱為 小布氏鯨、艾氏鯨 或 鯷鯨，可能是有别於布氏鯨的獨立物種，但二者的形態和遺傳差異還需更多研究方能明確，因此暫歸為同一種；而以往被稱為 侏儒布氏鯨（英：Pygmy Bryde's whale）的物種已於 2003 年被日本鯨類學家確立為獨立物種——大村鯨（又稱 角島鯨；學名：Balaenoptera omurai）。
由於分類上的未確定性，布氏鯨的各種資訊都有隨時變動的可能，尤其是分布範圍和族群數量等。

## 命名
Balaenoptera brydei（中：布氏鯨；英：Bryde's whale）在 1913 年由挪威學者 Ørjan Olsen 根據南非的標本描述命名，名中的“brydei”是紀念 19-20 世紀的挪威捕鲸企业家约翰·布莱德（Johan Bryde），他在南非建立了第一座現代化捕鯨基地，協助獲得此鯨的模式標本。
Balaenoptera edeni（中：艾氏鯨 或 鯷鯨；英：Eden's whale）是在更早的 1878 年由英國學者 John Anderson 命名，名中的“eden”是紀念當時身在緬甸的英國爵士 Sir Ashley Eden（伊頓爵士），他協助獲得擱淺於緬甸錫當河的鯨魚標本，經 Anderson 描述成為模式標本。中文名又譯為 小布氏鯨、伊頓鯨、錫當鯨，根據 2005 兩岸三地鯨豚研討會定名為鯷鯨，該名稱來自日文，表示這種鯨常與鯷魚、鰹魚共同出現。
布氏鯨和鯷鯨間的關係尚不明確，學界暫時視為同一物種，而根據國際生物命名慣例，同物異名的情況下以最早的命名為有效學名，因此 Balaenoptera edeni 成為優先使用的學名。

## 分布及数量
全球性分布在热带、亚热带、部分的温带水域（緯度不超過 40 度），布氏鲸的活动范围包括了太平洋、大西洋和印度洋，但地中海無分布。
布氏鯨（B. brydei ）分布于三大洋的溫暖水域，水溫高於攝氏16度，偏好屬於遠洋離岸，具高生產力豐饒的海域。遷徙與活動模式尚不清楚。
鯷鯨（B. edeni）分布於近岸的海域，如日本南部至東海，泰國灣與孟加拉灣周邊，澳洲與紐西蘭北島沿海，其他地區還待更多資料重新檢視。
布氏鯨種群的族群狀況研究資料相當不足，目前已知的推斷全球約有 9–10 萬头，其中 2/3 分布在北半球，族群變化的趨勢資料不足。

## 形态特征

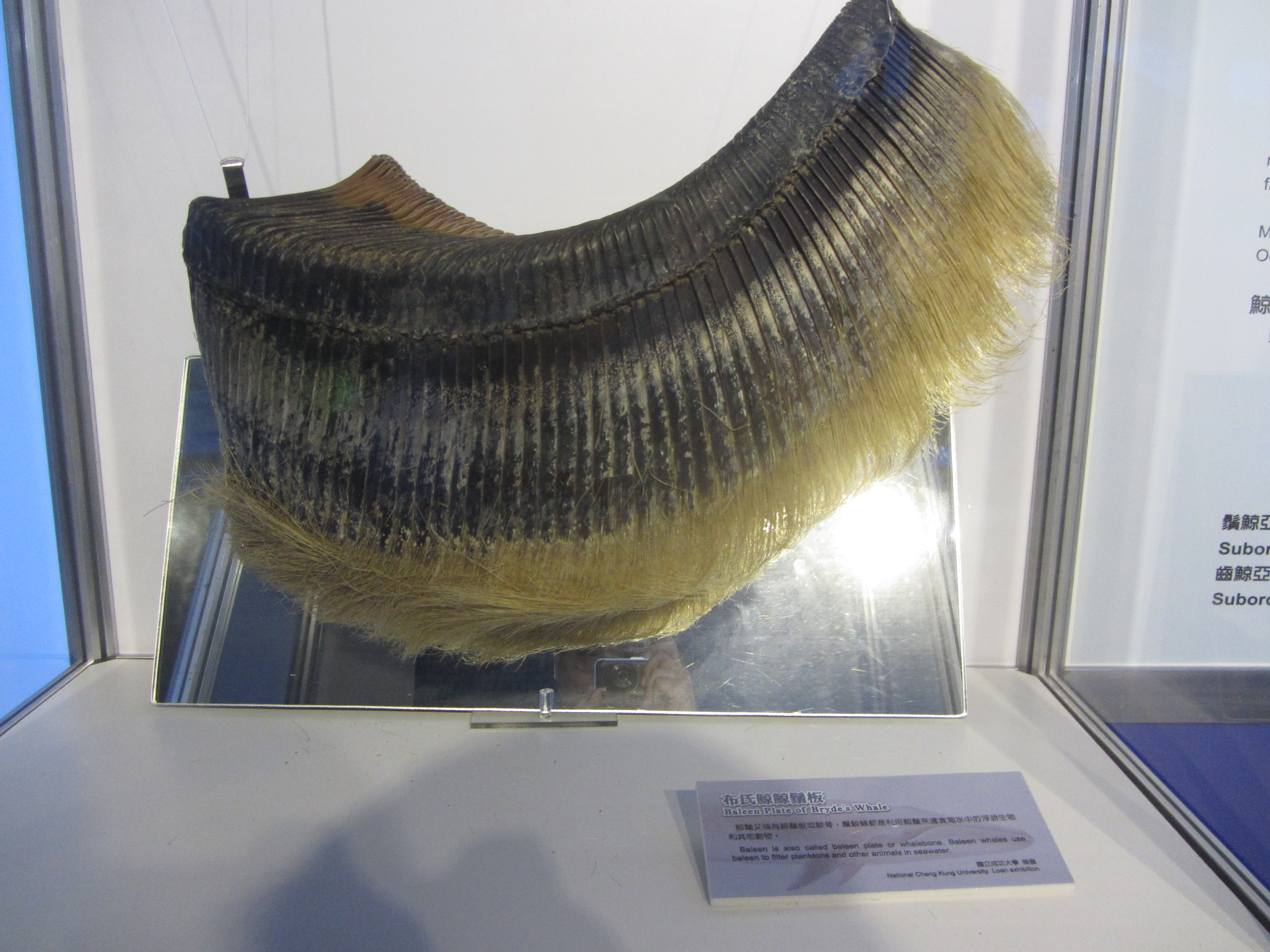
布氏鯨的鯨鬚板

布氏鯨拥有鬚鯨科典型的流线型修长身躯，容易與塞鯨混淆，仍可透過外型差異分辨，布氏鯨體型較小（體長約 14 公尺），且其吻突上方有三條脊突（ridge）自吻部尖端延伸到頭部後方，中央的脊突末端隨兩個噴氣孔拱起。
布氏鯨的體色背部呈深煙灰色，身上常有達摩鯊咬痕癒合的斑點 ，腹部淺白色，兩側下顎是深灰色。 布氏鯨有 250–370 對鯨鬚板，長約 40 釐米，寬約 20 釐米，屬於較短的鯨鬚板，板片部分灰色，刷狀毛是灰白色的。腹部有 40–70 條垂直的喉腹摺，會延伸到肚臍的位置，占身長比例約 57–58 %。背鰭高且鐮刀狀，胸鰭比例小。
布氏鯨與鯷鯨的外型差異很小。布氏鯨成年體型較大，长約 14 公尺，喷出的水花較高（3–4 公尺），頭型成 U 型，頭上有三條脊，常远离船隻；鯷鯨成年體型較小，长約 11–12 公尺，喷出的水花較矮（1–2 公尺），頭型成 V 型，頭上有五條脊，可能突然出現在船邊。

## 生活习性

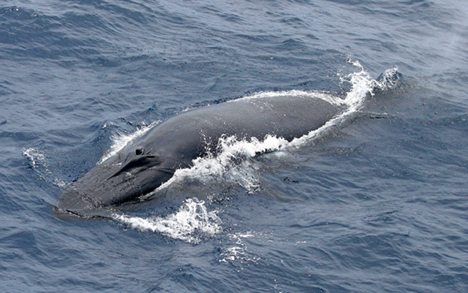
游向海面的布氏鯨

布氏鯨通常單獨行動，或兩头共游，偶爾在覓食區可見到 20 头左右鬆散的群體。布氏鯨的游動呼吸間隔與行進方向的變動大。平常游泳時速約 1.6–6.4 公里，也可高達 19–24 km，出水換氣約 4-7 次後會下潛，但下潛時无舉尾的動作，再浮出水面的間隔通常為 5–15 分鐘。根據大西洋裝設時間深度追蹤器的研究，11 與 13 公尺的布氏鯨最長的潛水時間為 9.4 分鐘，最深 292 公尺，平均為 4–5 分鐘，130 公尺。白天時多停留在 50 公尺以内的浅海，傍晚時開始深潛覓食，半夜時又恢復停留至浅海，天亮前又開始持續深潛覓食，這可能與當地垂直升降的浮游动物的移動有關。
如同其他的鬚鯨科動物的吞飲法，布氏鯨大量吞進海中的目標食物群後，經鯨鬚板过滤海水中留下食物再吞下。在泰國灣的布氏鯨（可能為鯷鯨），則紀錄了新的將頭垂直舉出水面張嘴的省力吃法，在香港出沒的布氏鯨亦曾被目擊有此吃法。
食性在不同地點相當多樣 ，主要以魚類（沙丁魚，鯷科等）和大型浮游动物為主，也有吃甲殼類和頭足類的紀錄。 在西北太平洋，根據日本捕鯨船 2000–2007 年鯨胃內容物資料，此海域布氏鯨主要吃日本鯷（Engraulis japonicus, 52 %）、多種磷蝦（36 %, i包括 Euphausia similis，E. gibboides，Thysanoessa gregaria 和 Nematoscelis difficilis）、串光魚及鯖魚等。食性隨著季節與地點變化，沿岸种群在 5–6 月的八成食物为磷蝦，远洋种群在夏末則幾乎全吃該海域盛產的日本鯷。
在加州灣海域，主要取食沙丁魚、鲱魚及少量磷蝦。南非外海的种群以鯷魚、竹筴魚和沙丁魚為主食。

## 生长繁殖
日本海域的布氏鯨性成熟時，雄性平均体长 11.9 公尺，雌性平均 12 公尺，成年體重可達 12–25 吨。南非海域的大洋型布氏鯨性成熟年齡在 8–11 歲之間。母鯨的懷孕期一般約為 12 個月。幼鯨出生時約為 4 米長，重 1 吨左右。布氏鯨活躍於攝氏16度以上水溫，是惟一全年生活在熱帶或亞熱帶、並需一年四季捕食的鬚鯨，一般不長途遷徙。布氏鯨壽命約50至70歲，紀錄最大為72歲。

## 出沒紀錄
- 2000 年 8 月，有一頭仍然活著、長約 12 米的布氏鯨在澳門氹仔擱淺，但牠在香港漁護署職員及鯨豚研究員到達前經已死亡。這隻布氏鯨屍體後來被製成骨骼標本，現存放於路環石排灣郊野公園內的展覽室。[11]
- 北部湾（广西合浦儒艮国家级自然保护区・涠洲岛・斜阳岛）[12][13][13][14][15][16][17][18][19][20][21][22][23]
- 2018 年 4 月 10 日，於臺灣東部花蓮近岸海域，由賞鯨船目擊一對母子，經照片辨識可能為鯷鯨或布氏鯨[24]。
- 2023年7月，一條布氏鯨出現在香港水域，引發大量報道，於7月31日被發現死亡。